# Jumilhac-le-Grand
Jumilhac-le-Grand é uma comuna francesa na região administrativa da Nova Aquitânia, no departamento Dordonha. Estende-se por uma área de 66,32 km². Em 2010 a comuna tinha 1 251 habitantes (densidade: 18,9 hab./km²).